# Милич, Александар
Александар Милич (серб. Александар Милић / Aleksandar Milić; род. 29 января 1969, Осиек) — сербский певец, композитор, аранжировщик, музыкальный продюсер. Основатель музыкальной группы Miligram, а также лейбла Miligram Music.

## Биография
Родился 29 января 1969 года в хорватском городе Осиек, где он окончил начальную и среднюю школу. Два года учился на экономическом факультете в Загребском университете, а затем переехал в Прагу, где окончил Школу бизнеса и менеджмента. Одно время он жил в Сараево, где познакомился и некоторое время работал с музыкантом Гораном Бреговичем. В 1990-е годы переехал в Белград из-за нестабильной обстановки в регионе.

## Карьера
В 19 лет сочинил первый хит «Ja ne pijem», который исполнили Хайрудин Варешанович и Харис Джинович. С 1996 по 2016 год являлся бессменным музыкальным продюсером и аранжировщиком сербской поп-дивы Цецы Ражнатович. Их сотрудничество началось с альбома Emotivna luda. Помимо прочих, он сотрудничал с такими звёздами балканской эстрады как Лепа Брена, Неда Украден и Елена Карлеуша.  
В 1999 году вышел фильм «Нож», в котором Милич выступил в качестве композитора, за что был награжден «Золотой мимозой» на Кинофестивале в Херцег-Нови.
В 2004 году основал собственный лейбл Miligram Music, первым релизом там стал альбом Цецы Gore od ljubavi.
C 2009 по 2012 год был членом жюри в шоу «Ja imam talenat!».